# مخیتار آیریوانتسی
مخیتار آیریوانتسی (ارمنی: Մխիթար Այրիվանեցի؛ Mxitʿar Ayrivanecʿi; انگلیسی: Mekhitar of Ayrivank زاده ۱۲۳۰/۳۵ میلادی – درگذشته ۱۲۹۷/۱۳۰۰ میلادی) یک راهب (وارداپت) ارمنی بود که در صومعه گغارد اقامت داشت.